# Heinrich August Schwabe
Heinrich August Schwabe, anglisiert Henry August Schwabe (* 2. Februar 1843 in Oberweißbach, Fürstentum Schwarzburg-Rudolstadt; † 8. Februar 1916 in South Orange, New Jersey), war ein deutschamerikanischer Maler.

## Leben

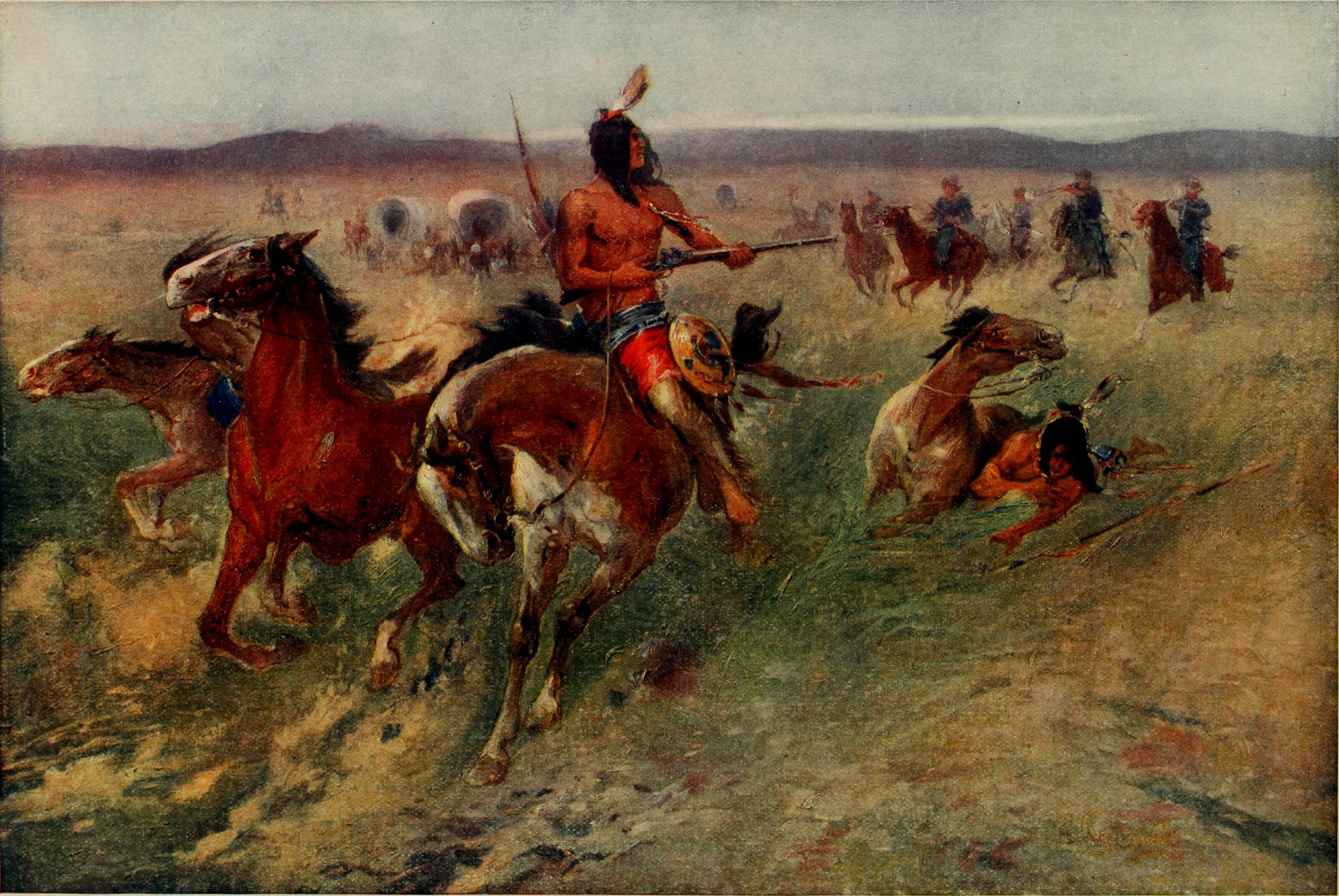
Highwaymen of the Prairie

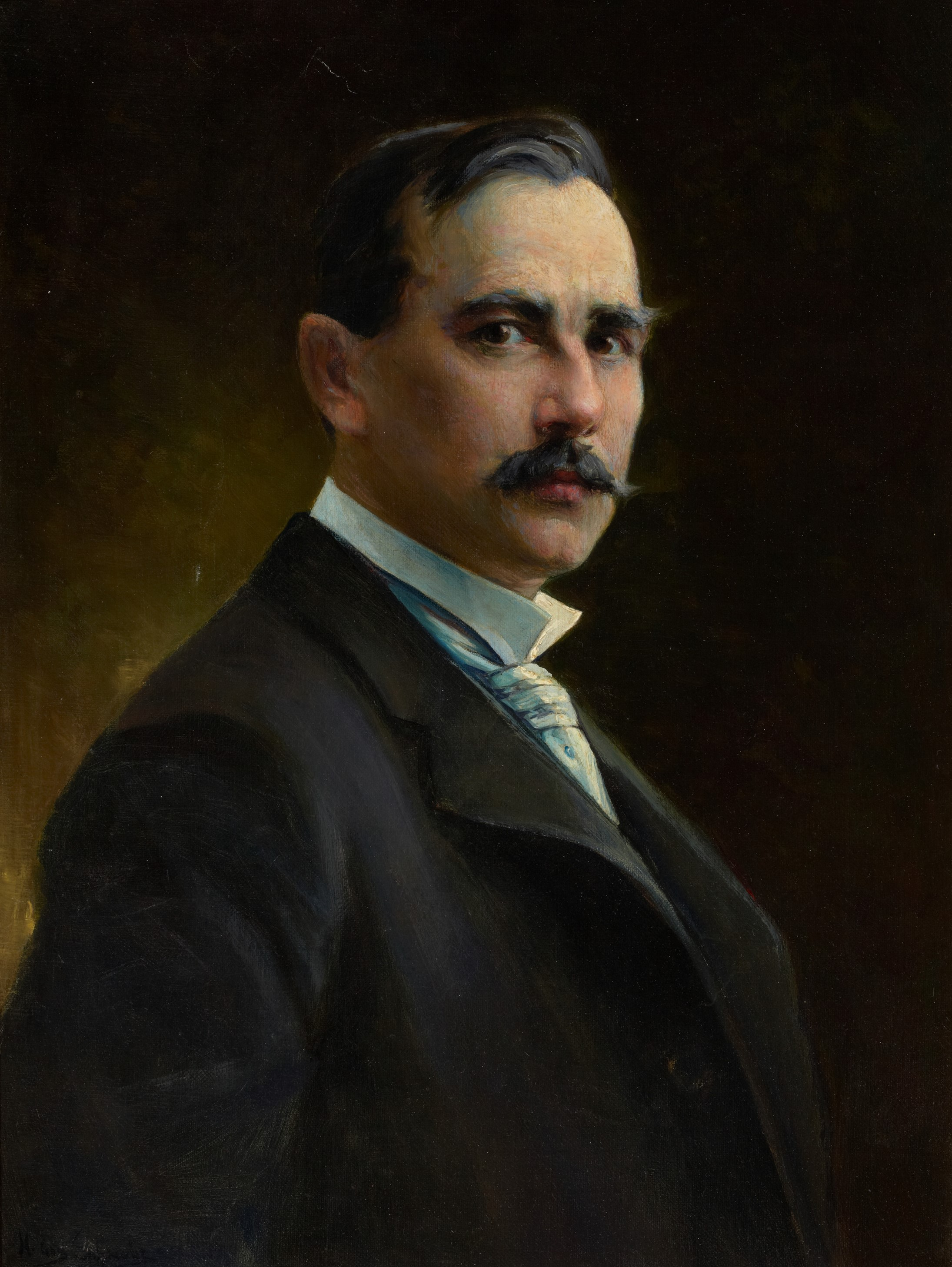
Bildnis Charles Schreyvogel

Schwabe, Sohn von Christian Schwabe dessen Ehefrau Christiana, geborene Welsche, begann seine Berufslaufbahn als Glasmaler in Stuttgart. Nach Studien in München ging er nach Köln. Auch war er Schüler der Académie Julian in Paris. 1871 emigrierte er in die Vereinigten Staaten, wo er die National Academy of Design in New York City besuchte und zum Kreis um den Maler William Merritt Chase gehörte.
Schwabe lebte als Maler in Newark (New Jersey). Unter anderem schuf er nach eigener Vorlage gemalte Kirchenfenster für Gotteshäuser in New York, Chicago, Pittsburgh und in weiteren Orten. Schwabe unterrichtete auch Klassen der Newark Art League, wo der Maler Charles Schreyvogel sein Schüler war. Für ein Glasfenster erhielt er 1904 auf der Louisiana Purchase Exposition eine Goldmedaille.